# Degehamedo
Degehamedo (aussi Degah Medo, Daga Medo ou Dhagaxmadow) est un woreda de la zone Jarar, dans la région Somali, en Éthiopie. Il a 58 487 habitants en 2007 et porte le nom de son centre administratif.

## Situation
Le centre administratif du woreda se trouve autour de 990 m d'altitude, à environ 200 km à vol d'oiseau au sud de Djidjiga, capitale de la région Somali, et à une soixantaine de kilomètres à vol d'oiseau au sud-ouest de Degehabur, capitale de la zone Jarar.
- Situation de Degehamedo dans la zone Jarar.

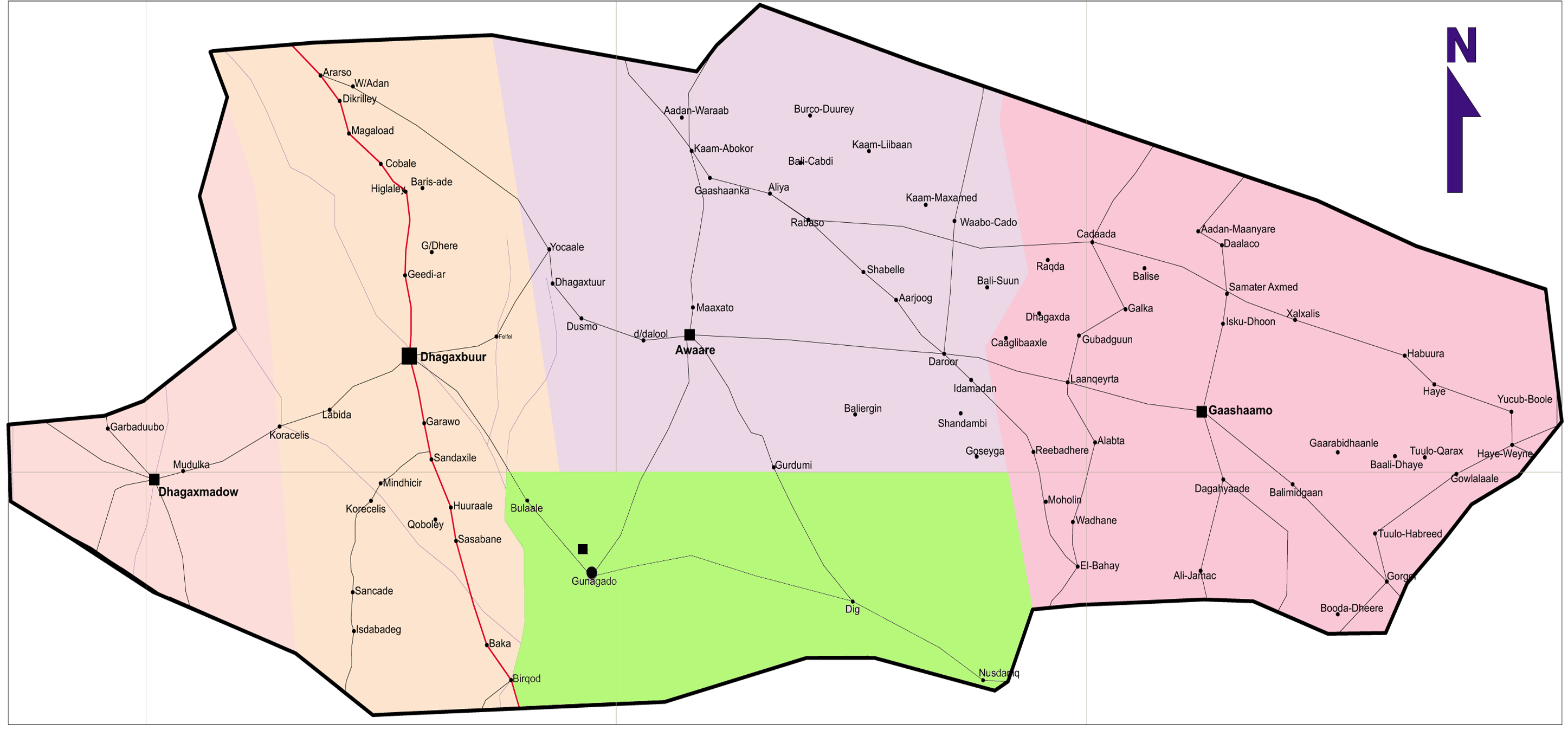
Situation de Degehamedo dans la zone Jarar.

Situé à l'extrémité ouest de la zone Jarar, le woreda est limitrophe de la région Oromia au nord-ouest et bordé dans la région Somali par les zones Fafan, Nogob et Erer.

## Population
Le woreda compte 58 487 habitants au recensement de 2007 dont 2,2 % de population urbaine correspondant aux 1 265 habitants du centre administratif,.
En 2021, la population du woreda est estimée (par projection des taux de 2007) à 67 173 personnes.